# Campeonato Asiático de Atletismo Júnior de 2008
A 13ª edição do Campeonato Asiático de Atletismo Júnior foi o evento esportivo organizado pela Associação Asiática de Atletismo (AAA) para atletas com até 20 anos classificados como Júnior. O evento foi sediado em Jacarta, na Indonésia, no período de  12 de julho a 15 de julho de 2008. Foram disputadas 44 provas entre masculino e feminino, com dois recorde no campeonato. Teve como estreia a prova dos 3000 metros com obstáculos feminino vencida pela Cazaque Marina Podkorytova. Essa é a terceira vez que a cidade sedia o evento. 

## Medalhistas

### Masculino
| Evento                      | Ouro                                                                                     | Ouro     | Prata                                                                                   | Prata    | Bronze                                                                                    | Bronze   |
| --------------------------- | ---------------------------------------------------------------------------------------- | -------- | --------------------------------------------------------------------------------------- | -------- | ----------------------------------------------------------------------------------------- | -------- |
| 100 metros                  | Lai Chun Ho · Hong Kong                                                                  | 10.43    | Shehan Abeypitiyage · Sri Lanka                                                         | 10.55    | Tsui Chi Ho · Hong Kong                                                                   | 10.56    |
| 200 metros                  | Omar Juma Al-Salfa · Emirados Árabes Unidos                                              | 21.04    | Huang Xiang · China                                                                     | 21.26    | Adel Jaber Al-Asseri · Arábia Saudita                                                     | 21.38    |
| 400 metros                  | Ismail Al-Sabani · Arábia Saudita                                                        | 46.33    | Yu Cheng · China                                                                        | 46.93    | Seong Hyeok-Je Coreia do Sul                                                              | 47.40    |
| 800 metros                  | Musaab Bala · Catar                                                                      | 1:52.45  | Amir Moradi Irão                                                                        | 1:52.62  | Janaka Weerasinghe · Sri Lanka                                                            | 1:53.53  |
| 1.500 metros                | Charles Koech · Catar                                                                    | 3:48.46  | Emad Noor · Arábia Saudita                                                              | 3:49.47  | Xu Song · China                                                                           | 3:52.81  |
| 5.000 metros                | Charles Koech · Catar                                                                    | 14:29.55 | Ryuji Kashiwabara · Japão                                                               | 14:52.05 | Jeong Jin-Hyeok Coreia do Sul                                                             | 15:00.39 |
| 10.000 metros               | Majid Saleh Bashir · Barém                                                               | 33:08.17 | Mohammad Faraji Irão                                                                    | 34:25.74 | Ridwan · Indonésia                                                                        | 34:33.28 |
| 110 metros com barreiras    | Jin Nakamura · Japão                                                                     | 13.69    | Ko Wen-Ting · Taipé Chinesa                                                             | 13.70    | Sami Al-Haydar · Arábia Saudita                                                           | 13.87    |
| 400 metros com barreiras    | Tomoharu Kino · Japão                                                                    | 50.76    | Lee Seung-yun Coreia do Sul                                                             | 50.95    | Jassim Waleed Al-Mas · Kuwait                                                             | 52.16    |
| 3.000 metros com obstáculos | Majid Saleh Bashir · Barém                                                               | 8:56.90  | Wang Chiu-Chun · Taipé Chinesa                                                          | 9:17.42  | Mohammad Faraji Irão                                                                      | 9:24.72  |
| Revezamento 4 x 100 metros  | Japão · Genki Kawai · Seiya Hane · Kohei Yoshida · Shogo Yano                            | 40.22    | Tailândia · Poommanus Jankem · Wattana Deewong · Weerawat Pharueang · Suppachai Chimdee | 40.31    | Hong Kong · Chan Kei Fung · Tsui Chi Ho · Tong Hang · Lai Chun Ho                         | 41.17    |
| Revezamento 4 x 400 metros  | Tailândia · Yotsanee Chanwit · Chanatip Ruckburee · Saharat Sammayan · Suppachai Chimdee | 3:10.86  | Índia · Jithin Paul · Parveen Kumar · Inderjit Singh · Shejil Varghese                  | 3:12.94  | Arábia Saudita · Faris Al-Sharaheli · Adel Jaber Al-Asseri · Emad Noor · Ismail Al-Sabani | 3:15.65  |
| Marcha atlética 10 km       | Yang Tao · China                                                                         | 43:21.27 | Geng Lingfu · China                                                                     | 43:43.91 | Hiroki Nagaiwa · Japão                                                                    | 45:07.14 |
| Salto em altura             | Lakshmanan Yogaraj · Índia                                                               | 2.14 m   | Chen Cheng · China                                                                      | 2.14 m   | Manato Onoda · Japão                                                                      | 2.11 m   |
| Salto com vara              | Yuya Ariake · Japão                                                                      | 5.20 m   | Liao Shu-Kai · Taipé Chinesa                                                            | 4.80 m   | Nikita Filippov · Cazaquistão                                                             | 4.80 m   |
| Salto em comprimento        | Weng Yongfeng · China                                                                    | 8.05 m   | Mubarak Al-Jaseer · Arábia Saudita                                                      | 7.74 m   | Li Jinzhe · China                                                                         | 7.47 m   |
| Salto triplo                | Mohamed Yusuf Salman · Barém                                                             | 16.64 m  | Jiang Wei · China                                                                       | 16.10 m  | Yang Yang · China                                                                         | 16.06 m  |
| Arremesso de peso           | Grigoriy Kamulya · Uzbequistão                                                           | 19.96 m  | Sergey Dementev · Uzbequistão                                                           | 18.43 m  | Jasdeep Singh Dhillon · Índia                                                             | 18.04 m  |
| Arremesso de disco          | Mosta'an Motamed Irão                                                                    | 58.69 m  | Hamed Mansour Síria                                                                     | 56.36 m  | Huang Wei · China                                                                         | 55.31 m  |
| Lançamento do martelo       | Park Yeong-Sik Coreia do Sul                                                             | 65.03 m  | Alisher Eshbekov · Tajiquistão                                                          | 64.57 m  | Odai Amir Hwafdeh · Catar                                                                 | 57.45 m  |
| Lançamento do dardo         | Bobur Shokirjonov · Uzbequistão                                                          | 66.03 m  | Park Won-Kil Coreia do Sul                                                              | 64.70 m  | Rajimatollah Tatari Irão                                                                  | 63.71 m  |
| Decatlo                     | Alexandr Chernov · Cazaquistão                                                           | 6434 pts | Yun Yeong-Hak Coreia do Sul                                                             | 6226 pts | Ahmed Al-Maqbali Omã                                                                      | 5773 pts |

### Feminino
| Evento                      | Ouro                                                                                     | Ouro     | Prata                                                                                  | Prata    | Bronze                                                                         | Bronze   |
| --------------------------- | ---------------------------------------------------------------------------------------- | -------- | -------------------------------------------------------------------------------------- | -------- | ------------------------------------------------------------------------------ | -------- |
| 100 metros                  | Sintara Seangdee · Tailândia                                                             | 11.75    | Han Huijiang · China                                                                   | 11.88    | Serafi Anelies Unani · Indonésia                                               | 11.93    |
| 200 metros                  | Sintara Seangdee · Tailândia                                                             | 24.10    | Tassaporn Wannakit · Tailândia                                                         | 24.43    | Liu Tingting · China                                                           | 24.64    |
| 400 metros                  | Chen Lin · China                                                                         | 53.68    | Huang Meiling · China                                                                  | 54.74    | Yen Tai-Ting · Taipé Chinesa                                                   | 55.29    |
| 800 metros                  | Tong Xiaomei · China                                                                     | 2:06.64  | Tintu Luka · Índia                                                                     | 2:08.63  | Bindu Simon Rajam · Índia                                                      | 2:11.13  |
| 1.500 metros                | Liu Fang · China                                                                         | 4:28.50  | Bindu Simon Rajam · Índia                                                              | 4:29.18  | Viktoriya Poliudina · Quirguistão                                              | 4:31.45  |
| 3.000 metros                | Michi Numata · Japão                                                                     | 9:33.86  | Savita Dhankhar · Índia                                                                | 9:39.83  | Viktoriya Poliudina · Quirguistão                                              | 9:41.21  |
| 5.000 metros                | Hao Xiaofan · China                                                                      | 17:08.84 | Kasumi Nishihara · Japão                                                               | 17:11.14 | Akiko Matsuyama · Japão                                                        | 17:20.11 |
| 100 metros com barreiras    | Deng Ru · China                                                                          | 13.59    | Wang Li · China                                                                        | 13.84    | Nazomi Yamamoto · Japão                                                        | 13.95    |
| 400 metros com barreiras    | Ghofran Al-Mouhmad Síria                                                                 | 57.85    | Deng Xiaoqing · China                                                                  | 58.76    | Taissa Makhmayeva · Cazaquistão                                                | 59.30    |
| 3.000 metros com obstáculos | Marina Podkorytova · Cazaquistão                                                         | 10:57.59 | Bara'h Awadallah · Jordânia                                                            | 11:32.90 | Novita Andriani · Indonésia                                                    | 11:37.25 |
| Revezamento 4 x 100 metros  | Tailândia · Kamonch Sornplod · Sintara Seangdee · Tassaporn Wannakit · Athchima Engchuan | 45.95    | China · Deng Ru · Huang Meiling · Liu Tingting · Han Huijiang                          | 45.98    | Taipé Chinesa · Chuang Chih-Han · Chang Hsin-Fang · Yen Tai-Ting · Lin Wen-Wen | 47.05    |
| Revezamento 4 x 400 metros  | China · Han Huijiang · Tong Xiaomei · Huang Meiling · Chen Lin                           | 3:39.67  | Cazaquistão · Natalya Tukova · Yelena Geptina · Margarita Kudinova · Taissa Makhmayeva | 3:42.20  | Índia · Juana Murmu · Chinchu Jose · Anu Mariam Jose · Tintu Luka              | 3:42.47  |
| Marcha atlética 10 km       | Yu Miao · China                                                                          | 46:17.44 | Li Yanfei · China                                                                      | 46:46.52 | Kumiko Okada · Japão                                                           | 47:01.45 |
| Salto em altura             | Jessica Fung Wai Yee · Hong Kong                                                         | 1.78 m   | Xu Jie · China                                                                         | 1.74 m   | Duong Thi Viet Anh · Vietname                                                  | 1.70 m   |
| Salto com vara              | Tomoko Sumi Ishi · Japão                                                                 | 3.90 m   | Huang Minming · China                                                                  | 3.90 m   | Miki Motomiya · Japão                                                          | 3.70 m   |
| Salto em comprimento        | Bao Sha · China                                                                          | 6.32 m   | Li Yanmei · China                                                                      | 6.28 m   | Bae Chan-Mi Coreia do Sul                                                      | 6.10 m   |
| Salto triplo                | Li Yanmei · China                                                                        | 13.60 m  | Maria Londa · Indonésia                                                                | 13.24 m  | Hu Qian · China                                                                | 13.01 m  |
| Arremesso de peso           | Meng Qianqian · China                                                                    | 16.49 m  | Ma Qiao · China                                                                        | 14.68 m  | Sofiya Burkhanova · Uzbequistão                                                | 14.16 m  |
| Arremesso de disco          | Xi Shangxue · China                                                                      | 52.63 m  | Jin Yuanyuan · China                                                                   | 52.40 m  | Li Wen-hua · Taipé Chinesa                                                     | 52.15 m  |
| Lançamento do martelo       | Galina Mityaeva · Tajiquistão                                                            | 57.83 m  | Lee Jae-Young Coreia do Sul                                                            | 54.15 m  | Tatyana Bem · Cazaquistão                                                      | 52.24 m  |
| Lançamento do dardo         | Li Lingwei · China                                                                       | 54.72 m  | Anastasiya Svechnikova · Uzbequistão                                                   | 51.58 m  | Riyoko Miyamoto · Japão                                                        | 50.76 m  |
| Heptatlo                    | Chu Chia-Ling · Taipé Chinesa                                                            | 4871 pts | Lee Yi-Jung · Taipé Chinesa                                                            | 4730 pts | Olga Lapina · Cazaquistão                                                      | 4697 pts |

## Quadro de medalhas
| Ordem | País                   | Ouro | Prata | Bronze |     |
| 1     | China                  | 14   | 16    | 6      | 36  |
| 2     | Japão                  | 6    | 2     | 7      | 15  |
| 3     | Tailândia              | 4    | 2     | 0      | 6   |
| 4     | Catar                  | 3    | 0     | 1      | 4   |
| 5     | Barém                  | 3    | 0     | 0      | 3   |
| 6     | Uzbequistão            | 2    | 2     | 1      | 5   |
| 7     | Cazaquistão            | 2    | 1     | 4      | 7   |
| 8     | Hong Kong              | 2    | 0     | 2      | 4   |
| 9     | Índia                  | 1    | 4     | 3      | 8   |
| 10    | Coreia do Sul          | 1    | 4     | 3      | 8   |
| 11    | Taipé Chinesa          | 1    | 4     | 3      | 8   |
| 12    | Arábia Saudita         | 1    | 2     | 3      | 6   |
| 13    | Irão                   | 1    | 2     | 2      | 5   |
| 14    | Síria                  | 1    | 1     | 0      | 2   |
| 15    | Tajiquistão            | 1    | 1     | 0      | 2   |
| 16    | Emirados Árabes Unidos | 1    | 0     | 0      | 1   |
| 17    | Indonésia              | 0    | 1     | 3      | 1   |
| 18    | Sri Lanka              | 0    | 1     | 1      | 2   |
| 19    | Jordânia               | 0    | 1     | 0      | 1   |
| 20    | Quirguistão            | 0    | 0     | 2      | 2   |
| 21    | Kuwait                 | 0    | 0     | 1      | 1   |
| 22    | Omã                    | 0    | 0     | 1      | 1   |
| 23    | Vietname               | 0    | 0     | 1      | 1   |
| Total | Total                  | 44   | 44    | 44     | 132 |